# Amroha
Amroha ist eine Stadt im nordindischen Bundesstaat Uttar Pradesh.

## Geografie
Amroha liegt in der nordindischen Ebene 30 km westlich von Moradabad. Die Stadt ist Verwaltungssitz des am 24. April 1997 gegründeten gleichnamigen Distrikts. Beim Zensus 2011 hatte Amroha 198.471 Einwohner.

## Verkehr
Die nationale Fernstraße NH 24 (Ghaziabad–Moradabad) verläuft 8 km südlich vom Stadtzentrum. Die Stadt liegt an der Bahnstrecke Hapur–Moradabad.
Amroha liegt an der Eisenbahnstrecke von Neu-Delhi nach Moradabad. Am 25. Juni 1921 wurde hier ein 135 Meter langes Stück des Bahndamms weggespült und die Lokomotive eines Zuges sowie die folgenden beiden Personenwagen 3. Klasse stürzten ins Wasser. Bei diesem Eisenbahnunfall starben 42 Menschen.

## Politik
Amroha besitzt als Stadt den Status eines Nagar Palika Parishad. Die Stadt ist in 31 Wards gegliedert.

## Persönlichkeiten
- Mohammed Shami (* 1990), Cricketspieler